# Pedro Temboury
Pedro Temboury Entrena es un director de cine español nacido en Málaga en 1971.

## Biografía
Pedro Temboury es nieto del académico y político Juan Temboury. Se quedó huérfano de padre a la edad de 17 años. En su juventud desarrolló un gusto por el cine fantástico y de serie B.
Colaborador como ayudante de dirección del director de culto Jesús Franco y autor de varios cortos como Generador Adolescente, en 2003 rueda su primer largometraje, Karate a muerte en Torremolinos. Ellos robaron la picha de Hitler es la segunda película del malagueño. El título de la película está basado en el tema They saved Hitler's cock de la banda punk-rock Angry Samoans. Ambas películas son de serie B.

## Filmografía

### Como director
- Vida y muerte de un coleccionista de discos (1992) (corto)
- Psycho-lettes (1996) (corto)
- Generador adolescente (1998) (corto)
- Karate a muerte en Torremolinos (2001)
- Ellos robaron la picha de Hitler (2006)
- Monopatín (2013) - Documental
- La última película de Jess Franco (2013)
- Reparaciones Hnos Sancheski (2014) - Videoclip del grupo Hermanos Sancheski
- La primera ola (2015) - Documental

### Como actor
- La venganza mutante y bizarra de Vampira,[3] dirigido por Fran Kapilla (2008)